# Usclades-et-Rieutord
Usclades-et-Rieutord est une commune française, située dans le département de l'Ardèche en région Auvergne-Rhône-Alpes.

## Géographie

### Situation et description
Usclades-et-Rieutord se présente sous la forme de deux gros hameaux de moyenne montagnes et situé à l'extrémité occidentale du département de l'Ardèche.

### Communes limitrophes
Usclades-et-Rieutord est limitrophe de six communes, toutes situées dans le département de l'Ardèche et réparties géographiquement de la manière suivante :

### Climat
Pour des articles plus généraux, voir Climat d'Auvergne-Rhône-Alpes et Climat de l'Ardèche.
En 2010, le climat de la commune est de type climat de montagne, selon une étude du CNRS s'appuyant sur une série de données couvrant la période 1971-2000. En 2020, Météo-France publie une typologie des climats de la France métropolitaine dans laquelle la commune est exposée à un climat de montagne ou de marges de montagne et est dans la région climatique  Sud-est du Massif Central, caractérisée par une pluviométrie annuelle de 1 000 à 1 500 mm, minimale en été, maximale en automne. 
Pour la période 1971-2000, la température annuelle moyenne est de 6,7 °C, avec une amplitude thermique annuelle de 15,8 °C. Le cumul annuel moyen de précipitations est de 1 069 mm, avec 10,4 jours de précipitations en janvier et 6,3 jours en juillet. Pour la période 1991-2020, la température moyenne annuelle observée sur la station météorologique de Météo-France la plus proche, « Cros Géorand », sur la commune de Cros-de-Géorand à 3 km à vol d'oiseau, est de 8,0 °C et le cumul annuel moyen de précipitations est de 1 410,4 mm,. Pour l'avenir, les paramètres climatiques de la commune estimés pour 2050 selon différents scénarios d'émission de gaz à effet de serre sont consultables sur un site dédié publié par Météo-France en novembre 2022.

### Hydrographie
La hameau de Rieutord, situé au sud de la commune, se positionne à la confluence du ruisseau de Prat Sauvage avec la Loire, grand fleuve français mais si présente à cet endroit sous la forme d'un torrent s'écoulant depuis le mont Gerbier-de-Jonc.

## Urbanisme

### Typologie
Au 1er janvier 2024, Usclades-et-Rieutord est catégorisée commune rurale à habitat très dispersé, selon la nouvelle grille communale de densité à 7 niveaux définie par l'Insee en 2022.
Elle est située hors unité urbaine et hors attraction des villes,.

### Occupation des sols
L'occupation des sols de la commune, telle qu'elle ressort de la base de données européenne d’occupation biophysique des sols Corine Land Cover (CLC), est marquée par l'importance des forêts et milieux semi-naturels (78,2 % en 2018), une proportion identique à celle de 1990 (78,2 %). La répartition détaillée en 2018 est la suivante : 
forêts (53,7 %), milieux à végétation arbustive et/ou herbacée (24,5 %), prairies (21,8 %).
L'évolution de l’occupation des sols de la commune et de ses infrastructures peut être observée sur les différentes représentations cartographiques du territoire : la carte de Cassini (XVIIIe siècle), la carte d'état-major (1820-1866) et les cartes ou photos aériennes de l'IGN pour la période actuelle (1950 à aujourd'hui).

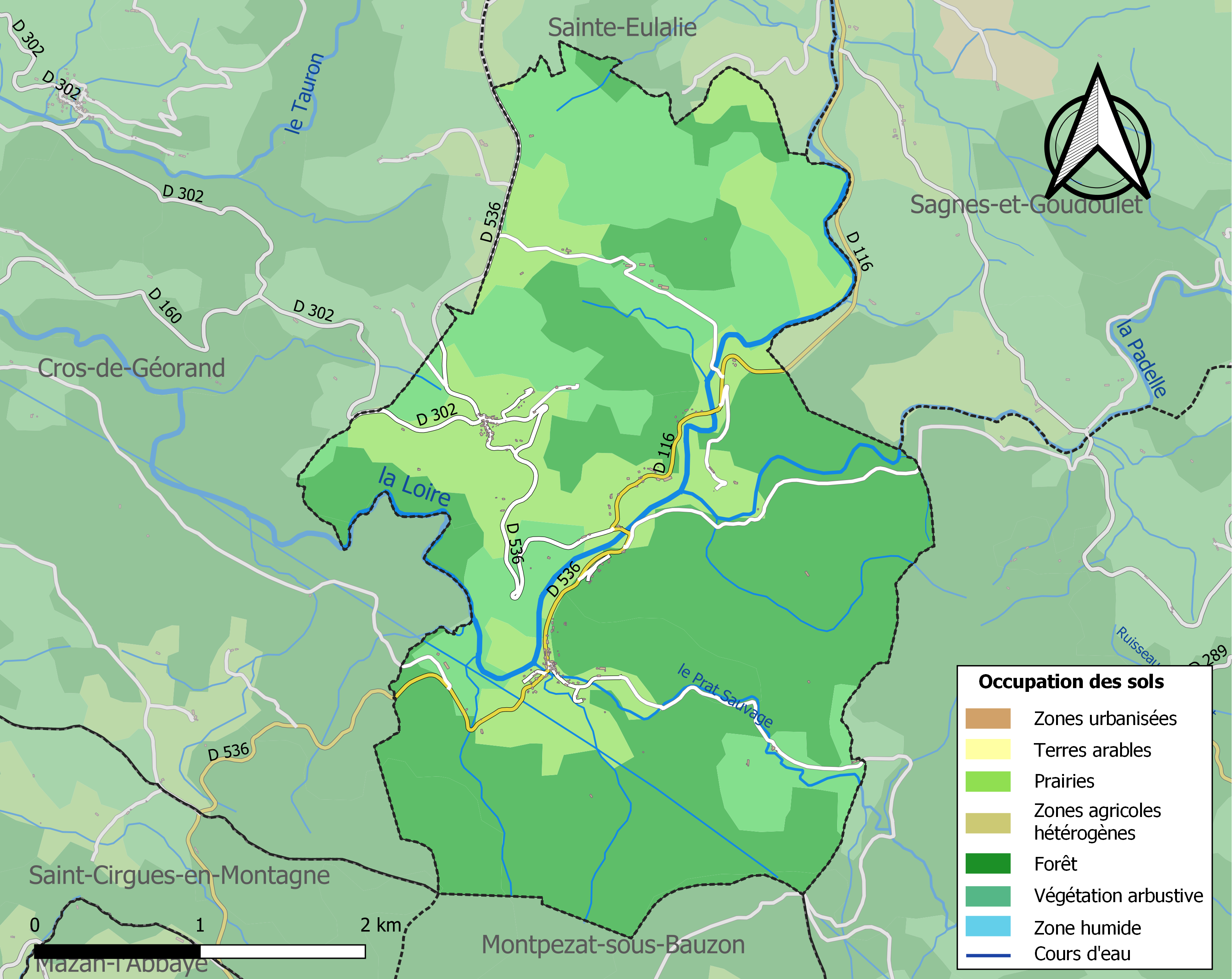
Carte des infrastructures et de l'occupation des sols de la commune en 2018 (CLC).

### Risques naturels

#### Risques sismiques
L'ensemble du territoire de la commune d'Usclades-et-Rieutord est situé en zone de sismicité no 2 (sur une échelle de 5), comme la plupart des communes situées sur le plateau et la montagne ardéchoise.
| Type de zone | Niveau           | Définitions (bâtiment à risque normal) |
| ------------ | ---------------- | -------------------------------------- |
| Zone 2       | Sismicité faible | accélération = 1,1 m/s2                |

## Toponymie
« Usclades » : de l'occitan usclata/usclada, participe passé féminin du verbe usclar, « brûler, griller », du latin ustulare, « brûler ». A priori, ce nom a été donné à un terrain incendié pour être défriché (synonyme d'« essart » dans la moitié nord de la France, et d'« artigue » dans le Sud-Ouest).
« Rieutord » : de l'occitan riu tòrt, « ruisseau tordu, sinueux, au tracé tourmenté », du latin rivus tortus, même sens.

## Histoire
Issue d'une partie de Sainte-Eulalie, située au nord, cette commune composée de deux petits villages a été fondée en 1790.

## Politique et administration

### Liste des maires
| Période                                  | Période    | Identité           | Étiquette | Qualité                              |
| ---------------------------------------- | ---------- | ------------------ | --------- | ------------------------------------ |
| avant 1988                               | ?          | Gilbert Tézier     |           |                                      |
| mars 2001                                | avril 2014 | Jean-Paul Roche    |           |                                      |
| avril 2014                               | mai 2020   | Louis Ollier       |           | Retraité de la fonction publique     |
| mai 2020                                 | en cours   | Sébastien Bourdely |           | Agriculteur sur moyenne exploitation |
| Les données manquantes sont à compléter. |            |                    |           |                                      |

## Population et société

### Démographie
L'évolution du nombre d'habitants est connue à travers les recensements de la population effectués dans la commune depuis 1793. Pour les communes de moins de 10 000 habitants, une enquête de recensement portant sur toute la population est réalisée tous les cinq ans, les populations de référence des années intermédiaires étant quant à elles estimées par interpolation ou extrapolation. Pour la commune, le premier recensement exhaustif entrant dans le cadre du nouveau dispositif a été réalisé en 2007.

En 2022, la commune comptait 110 habitants, en évolution de −7,56 % par rapport à 2016 (Ardèche : +2,48 %, France hors Mayotte : +2,11 %).
| 1793 | 1800 | 1806 | 1821 | 1831 | 1836 | 1841 | 1846 | 1851 |
| ---- | ---- | ---- | ---- | ---- | ---- | ---- | ---- | ---- |
| 350  | 308  | 596  | 462  | 536  | 558  | 493  | 545  | 474  |

| 1856 | 1861 | 1866 | 1872 | 1876 | 1881 | 1886 | 1891 | 1896 |
| ---- | ---- | ---- | ---- | ---- | ---- | ---- | ---- | ---- |
| 536  | 510  | 507  | 520  | 526  | 564  | 590  | 528  | 534  |

| 1901 | 1906 | 1911 | 1921 | 1926 | 1931 | 1936 | 1946 | 1954 |
| ---- | ---- | ---- | ---- | ---- | ---- | ---- | ---- | ---- |
| 472  | 431  | 449  | 390  | 317  | 321  | 339  | 273  | 432  |

| 1962 | 1968 | 1975 | 1982 | 1990 | 1999 | 2006 | 2007 | 2012 |
| ---- | ---- | ---- | ---- | ---- | ---- | ---- | ---- | ---- |
| 206  | 169  | 131  | 115  | 123  | 102  | 119  | 121  | 130  |

| 2017 | 2022 | - | - | - | - | - | - | - |
| ---- | ---- | - | - | - | - | - | - | - |
| 115  | 110  | - | - | - | - | - | - | - |

### Enseignement
La commune est rattachée à l'académie de Grenoble.

### Médias
Deux organes de presse écrite sont distribués dans la commune :
- L'Hebdo de l'Ardèche est un hebdomadaire français basé à Valence et diffusé à Privas depuis 1999. Il couvre l'actualité pour tout le département de l'Ardèche ;
- Le Dauphiné libéré est un quotidien de la presse écrite française régionale, distribué dans la plupart des départements de l'ancienne région Rhône-Alpes, notamment l'Ardèche. La commune est située dans la zone d'édition du sud-Ardèche (Aubenas).

Ici Drôme Ardèche est la station de radio publique locale émettant sur le secteur de Privas et sur les territoires des départements de l'Ardèche et de la Drôme.

### Cultes
La communauté catholique et les églises d'Usclades-et-Rieutord (propriété de la commune) sont rattachées à la paroisse Notre-Dame de la Montagne, elle-même rattachée au diocèse de Viviers.

## Culture et patrimoine

### Lieux et monuments
- Église Saint-Blaise de Rieutord.
- Église Saint-Blaise d'Usclades.

### Personnalités liées à la commune
- Régis Sahuc (1920-2009), écrivain.